# Komorní Lhotka
Komorní Lhotka település Csehországban, a Frýdek-místeki járásban. Komorní Lhotka Dobratice, Vyšní Lhoty, Smilovice, Řeka, Horní Tošanovice, Hnojník és Morávka településekkel határos. Lakosainak száma 1498 fő (2024. január 1.).

## Népesség
A település lakosságának változását az alábbi diagram mutatja:
| Lakosok száma | 1146 | 1020 | 1054 | 1082 | 1111 | 1250 | 1300 | 1379 | 1521 | 1498 |
|               | 1869 | 1900 | 1921 | 1961 | 1980 | 2011 | 2016 | 2019 | 2021 | 2024 |